# Ingenio et arti
Ingenio et arti (dal latino per l'ingegno e per l'arte) è un'onorificenza statale danese riconosciuta ad artisti e scienziati di qualunque nazionalità che si siano particolarmente distinti nei propri campi. Istituita nel 1841 da re Cristiano VIII di Danimarca, si tratta di una medaglia al merito che viene assegnata su iniziativa del monarca danese. Dalla sua istituzione la medaglia è stata assegnata almeno una volta sotto il regno di tutti i sovrani danesi, fatta eccezione per Cristiano IX e per il regnante Federico X.
Fino al 1906 la medaglia veniva assegnata in due classi distinte: argento ed oro.
Sul dritto della medaglia è inciso un ritratto del sovrano regnante circondato dal nome in latino mentre sul rovescio è presente una riproduzione del Genio della luce di Bertel Thorvaldsen. Il nastro è di colore rosso e bianco ed è utilizzato anche per altre medaglie al merito.

## Insigniti

### Sotto Cristiano VIII (1841-1848)
- 1° dicembre 1841: Charles-Henri Ternaux-Compans, scrittore francese
- 2 dicembre 1841: Auguste Jal, militare, storico e scrittore francese
- 3 dicembre 1841: Hippolyte Gaucheraud, storico e giornalista francese
- 4 dicembre 1841: Jean-Jacques Altmeyer, storico belga
- 5 dicembre 1841: Rudolf Christian Böttger, chimico e fisico tedesco
- 1841: Jens Peter Møller, pittore danese
- 7 luglio 1842: Alexis Guignard de Saint-Priest, diplomatico e storico francese
- 4 febbraio 1846: Karl Ludwig Hencke, astronomo tedesco
- 31 dicembre 1846: Johann Gottfried Galle, astronomo tedesco

### Sotto Federico VII (1848-1863)
- 9 febbraio 1857: Edward Young, pittore austriaco
- 31 agosto 1857: Christian Høegh-Guldberg, militare danese
- 9 dicembre 1857: Christopher Budde-Lund, militare danese
- 31 gennaio 1858: Hans Frederik, barone Rosenkrantz, militare danese
- 1° febbraio 1858: Carl Georg Enslen, pittore tedesco
- 24 aprile 1858: Benjamin Leja, imprenditore e commerciante svedese
- 15 febbraio 1859: Bernhard Carl Levy, chimico francese
- 22 novembre 1860: Maria Bojesen, scrittrice ed insegnante danese
- 8 febbraio 1861: Jacob Kornerup, archeologo danese
- 6 aprile 1861: Carl Johan Anker, militare e scrittore norvegese
- 22 ottobre 1861: Rudolph Striegler, fotografo danese
- 22 ottobre 1861: Vilhelm Christesen, artigiano danese
- 4 marzo 1862: Peter Emanuel Schmidt, artigiano danese
- 8 aprile 1862: Wilma Neruda, violinista ceca
- 10 novembre 1862: Jules Delépierre, musicista francese
- 8 dicembre 1862: Abraham Lundquist, imprenditore svedese

### Sotto Federico VIII (1906-1912)
- 9 febbraio 1907: Betty Nansen, attrice, regista e direttrice teatrale danese
- 21 aprile 1907: Erika Wedekind, soprano tedesca
- 5 luglio 1907: Arthur Schulz, scultore tedesco
- 1° gennaio 1908: Nielsine Petersen, scultrice danese
- 14 settembre 1908: Emma Thomsen, attrice danese
- 31 ottobre 1909: Sara Jane Cahier, cantante lirica svedese
- 31 agosto 1910: Anna Bloch, attrice danese
- 14 novembre 1910: Mathilde Mann, traduttrice ed editrice tedesca
- 17 dicembre 1910: Oda Nielsen, attrice danese

### Sotto Cristiano X (1912-1947)
- 22 gennaio 1913: Anna Ancher, pittrice danese
- 10 maggio 1913: Johanne Dybwad, attrice norvegese
- 19 aprile 1915: Elisabeth Dons, mezzosoprano danese
- 17 novembre 1915: Anders de Wahl, attore teatrale svedese
- 6 gennaio 1916: Ellen Beck, mezzosoprano danese
- 21 maggio 1917: Emilie Ulrich, soprano danese
- 14 gennaio 1918: Johanne Stockmarr, pianista danese
- 1° giugno 1918: Valborg Borchsenius, ballerino danese
- 6 settembre 1921: Marie Leconte, attrice francese
- 21 febbraio 1922: Berta Morena, soprano tedesca
- 29 marzo 1922: Elna Jørgen-Jensen, ballerina danese[1]
- 23 settembre 1922: Jonna Neiiendam, attrice danese
- 23 settembre 1922: Bodil Ipsen, attrice e regista danese
- 23 settembre 1922: Tenna Kraft, soprano danese
- 3 dicembre 1922: Sigrid Neiiendam, attrice danese
- 26 marzo 1923: Agnes Adler, pianista danese
- 26 ottobre 1923: Adeline Genée-Isitt, ballerina danese
- 12 settembre 1924: Dien Logeman-van der Willigen, traduttore belga
- 25 settembre 1924: Mathilde Nielsen, attrice danese
- 2 giugno 1926: Ida Møller, soprano danese
- 2 giugno 1926: Ingeborg Nørregaard Hansen, soprano danese
- 29 ottobre 1926: Paul Rung-Keller, compositore ed organista danese
- 30 maggio 1927: Anna Pavlovna Pavlova, ballerina russa
- 17 novembre 1927: Anne Marie Carl Nielsen, scultrice danese
- 31 gennaio 1928: Tata Larsén-Todsen, cantante svedese
- 5 maggio 1928: Maria Jeritza, soprano ceca
- 11 maggio 1928: Gertrud Pålson-Wettergren, mezzosoprano svedese
- 7 dicembre 1929: Gerda Christophersen, regista teatrale danese
- 13 gennaio 1931: Emmi Leisner, cantante tedesca
- 9 maggio 1931: Pauline Brunius, attrice svedese
- 27 agosto 1931: Clara Pontoppidan, attrice danese
- 14 ottobre 1931: Gabrielle Robinne, attrice francese
- 14 ottobre 1931: Suzanne Devoyod, attrice francese
- 29 febbraio 1932: Elisabeth Schumann, soprano tedesca
- 10 marzo 1932: Bergliot Ibsen, mezzosoprano norvegese
- 3 giugno 1932: Agnes Slott-Møller, pittrice danese
- 14 marzo 1933: Else Skouboe, attrice danese
- 10 maggio 1933: Britta Hertzberg, cantante lirica svedese
- 3 settembre 1933: Jeanne-Louise Ternaux-Compans Hermite, scrittrice francese
- 18 ottobre 1933: Frida Leider, soprano tedesca
- 30 novembre 1933: Hans Hartvig Seedorff, scrittore danese
- 4 dicembre 1933: Poul Reumert, attore danese
- 23 marzo 1934: Axel Juel, scrittore danese
- 4 maggio 1934: Karen Caspersen, attrice danese
- 18 maggio 1934: Gyrithe Lemche, scrittrice danese
- 29 maggio 1934: Ingeborg Steffensen, cantante danese
- 26 giugno 1934: Helga Görlin, cantante lirica svedese
- 23 ottobre 1934: Kaja Eide Norena, cantante lirica norvegese

- 2 dicembre 1934: Augusta Blad, attrice danese
- 2 dicembre 1934: Ulla Poulsen Skou, ballerina danese
- 30 gennaio 1935: Gunna Breuning-Storm, violinista danese
- 18 novembre 1935: Carl Gandrup, scrittore danese
- 29 aprile 1936: Tora Teje, attrice svedese
- 30 aprile 1936: Hilda Borgström, attrice svedese
- 16 settembre 1936: Agnes Lindh, attrice finlandese
- 23 settembre 1936: Lauritz Melchior, tenore danese
- 24 maggio 1937: Agis Winding, attrice danese
- 14 giugno 1937: Lilly Lamprecht, soprano danese
- 25 ottobre 1937: Madeleine Bréville-Silvain, attrice francese
- 30 novembre 1938: Else Højgaard, ballerina ed attrice danese
- 30 novembre 1938: Margot Lander, ballerina danese
- 30 novembre 1938: Henrik Bentzon, attore danese
- 30 gennaio 1939: Johannes Buchholtz, scrittore danese
- 17 novembre 1939: Ellen Jørgensen, storica danese
- 1° dicembre 1939: Karin Nellemose, attrice danese
- 18 dicembre 1939: Robert Storm Petersen, attore e regista danese
- 12 novembre 1940: Charlotte Wiehe-Berény, attrice, ballerina e cantante danese
- 25 febbraio 1941: Valfrid Palmgren Munch-Petersen, filologo danese
- 2 dicembre 1941: Anna Borg, attrice danese
- 1° dicembre 1942: Else Schøtt, cantante danese

### Sotto Federico IX (1947-1972)
- 27 settembre 1947: Henrik Lund, presbitero, pittore e paroliere groenlandese
- 27 settembre 1947: Evelyn Heepe, attrice danese
- 14 novembre 1947: Herluf Jensenius, fumettista danese
- 5 gennaio 1948: Mogens Wöldike, organista e direttore d'orchestra danese
- 14 dicembre 1948: Kaare Borchsenius
- 21 gennaio 1949: Edith Rode, scrittrice danese
- 21 gennaio 1949: Albert Høeberg, baritono danese
- 5 giugno 1949: Hans Beck, ballerino e coreografo danese
- 14 gennaio 1950: Henrik Malberg, attore danese
- 6 marzo 1950: Robert Neiiendam, attore e storico teatrale danese
- 25 settembre 1950: Karen Blixen, scrittrice e pittrice danese
- 3 dicembre 1950: Ellen Gottschalch, attrice danese
- 27 aprile 1951: Béatrice Bretty, attrice francese
- 17 giugno 1951: Jacob Paludan, scrittore danese
- 25 ottobre 1951: Thorkild Roose, attore danese
- 3 dicembre 1951: Bodil Kjer, attrice danese
- 3 dicembre 1951: Gerda Karstens, ballerina danese
- 13 luglio 1952: Jonathan Petersen, poeta e compositore groenlandese
- 26 settembre 1952: Thomas Jensen, violoncellista e direttore d'orchestra danese
- 24 novembre 1953: Else Brems, mezzosoprano danese
- 9 febbraio 1954: Poul Wiedemann, tenore danese
- 10 maggio 1954: Erik Henning-Jensen, regista teatrale danese
- 26 gennaio 1955: Paul Bergsøe, chimico e scrittore danese
- 24 marzo 1955: Jean Hersholt, attore danese
- 26 marzo 1955: Margaret Rutherford, attrice britannica
- 16 settembre 1955: Johannes Meyer, attore danese
- 3 dicembre 1956: Holger Byrding, baritono danese
- 23 luglio 1961: Sam Besekow, attore e regista teatrale danese
- 25 giugno 1963: Carl Theodor Dreyer, regista e sceneggiatore danese
- 9 marzo 1964: Victor Schiøler, pianista danese
- 8 giugno 1966: Julius Bomholt, politico danese
- 26 settembre 1969: Harald Lander, ballerino e coreografo danese
- 3 dicembre 1969: Einar Nørby, baritono danese
- 1° dicembre 1970: Svend Thorsen, scrittore danese
- 5 luglio 1971: Carl Erik Soya, scrittore danese
- 3 dicembre 1971: Elith Pio, attore danese

### Sotto Margherita II (1972-2024)
- 15 settembre 1972: Christian Elling, storico dell'arte danese
- 3 dicembre 1972: John Price, attore e regista teatrale danese
- 5 gennaio 1973: Hans Bendix, pittore danese
- 23 maggio 1973: Birgit Nilsson, soprano svedese
- 3 dicembre 1974: Torben Anton Svendsen, regista danese
- 1° novembre 1978: Peter Glob, archeologo danese
- 27 febbraio 1981: William Heinesen, scrittore, poeta e pittore faroese
- 11 dicembre 1985: Piet Hein, matematico, inventore e scrittore danese
- 12 settembre 1986: Martha Graham, danzatrice e coreografa statunitense
- 9 dicembre 1986: Knud W. Jensen, fondatore del Louisiana Museum of Modern Art
- 13 febbraio 1989: Frederik Julius Billeskov Jansen, scrittore e storico della letteratura danese
- 16 aprile 1990: Erik Fischer, storico dell'arte danese
- 4 giugno 1992: Olaf Olsen, archeologo e storico danese
- 3 dicembre 1994: Niels Bjørn Larsen, ballerino e coreografo danese
- 30 agosto 1995: Francesco Cristofoli, direttore d'orchestra danese
- 3 dicembre 1998: Jørgen Reenberg, attore danese
- 8 ottobre 1999: Bjørn Nørgaard, scultore danese
- 2001: Kirsten Simone, ballerina danese
- 2001: Per Kirkeby, pittore, scultore e scrittore danese
- 2006: Ghita Nørby, attrice danese
- 2011: Kasper Holten, regista teatrale danese
- 2013: Hans Edvard Nørregård-Nielsen, storico dell'arte danese
- 24 novembre 2020: Lars Liebst, dirigente d'azienda danese[2]
- 19 maggio 2021: John Neumeier, danzatore e coreografo statunitense[3]